# Église Saint-Pierre de Champtocé-sur-Loire
L'église Saint-Pierre est une église située à Champtocé-sur-Loire, en France.

## Localisation
L'église est située dans le département français de Maine-et-Loire, dans la commune de Champtocé-sur-Loire.

## Historique
L'édifice, élevé au 14e siècle et complété au 16e siècle, a été inscrit au titre des monuments historiques en 1972.